# Versailleux
Versailleux je francouzská obec v departementu Ain v regionu Auvergne-Rhône-Alpes. V roce 2011 zde žilo 332 obyvatel.

## Sousední obce
Birieux, Crans, Chalamont, Joyeux, Le Plantay, Rignieux-le-Franc, Villars-les-Dombes

## Vývoj počtu obyvatel
Počet obyvatel 